# James Gullen
James Gullen (né le 15 octobre 1989 à Kippax) est un coureur cycliste britannique. 

## Biographie
Il met un terme à sa carrière cycliste à l'issue de la saison 2018. 

## Palmarès et résultats

### Palmarès par année
- 2014
  - Classement général du Tour of the North
- 2016
  - 3e étape de l'An Post Rás
  - 2e du championnat de Grande-Bretagne du contre-la-montre
- 2017
  - 2e étape du Tour de Taïwan
  - Classement général de l'An Post Rás
  - 2e du Beaumont Trophy
  - 3e du championnat de Grande-Bretagne du contre-la-montre

### Classements mondiaux
| Année           | 2013   | 2014 | 2015 | 2016 | 2017 | 2018   |
| --------------- | ------ | ---- | ---- | ---- | ---- | ------ |
| UCI Europe Tour | 1 150e |      |      | 847e | 464e | 1 489e |
| UCI Asia Tour   |        |      |      |      | 276e |        |